# Улица Ломоносова (Екатеринбург)
Улица Ломоно́сова — улица в жилом районе (микрорайоне) Уралмаш Орджоникидзевского административного района Екатеринбурга.

## Расположение и благоустройство
До начала 1960-х годов шла от улицы Уральских Рабочих до Черноярской улицы. В начале 1960-х годов к ней была присоединена Красногвардейская улица и начало улицы Ломоносова переместилось к Кировградской улице.